# Stefan Nordén
Stefan Nordén, född 6 november 1968, är en svensk forward i bandy, och säsongen 2014/2015 spelande tränare i Mölndal BK. Nordén har även spelat 5 landskamper för det svenska A-landslaget.
Stefan Nordén är en mycket meriterad bandyspelare, som under sin karriär har representerat flera klubbar i Elitserien. Flest säsonger har det blivit i Vetlanda BK, där Nordén spelat totalt sex säsonger under fyra olika sejourer, den senaste 2011/2012. Nordén var också under flera säsonger lagkapten i Vetlanda.
Norden har även varit spelande tränare i IFK Kungälv och Frillesås BK, men båda uppdragen har avslutats mitt under säsongen och båda har lett till en comeback som spelare i Vetlanda.
Efter den senaste sejouren i Vetlanda har Nordén spelat två säsonger med moderklubben Härnösands AIK och var bland annat delaktig i klubbens avancemang till Allsvenskan 2013. Inför säsongen 2014/2015 blev Nordén ny tränare för Mölndal BK i division 1, där han är spelande tränare.

## Klubbar
- Härnösands AIK (moderklubb) (2012/2013-2013/2014)
- Selånger SK
- IFK Kungälv (1994/1995-1996/1997 och 2007/2008-2009/2010)
- IFK Vänersborg (1997/1998-1998/1999)
- Vetlanda BK (1999/2000, 2003/2004-2005/2006, 2009/2010 och 2011/2012)
- Villa Lidköping BK (2000/2001-2002/2003 och 2006/2007)
- BS Boltic Göta (2002/2003)
- Gripen Trollhättan BK (2007/2008)
- Frillesås BK (2010/2011-2011/2012)
- Mölndal BK (2014/2015-)
- Svenska landslaget